# Ikarus 30

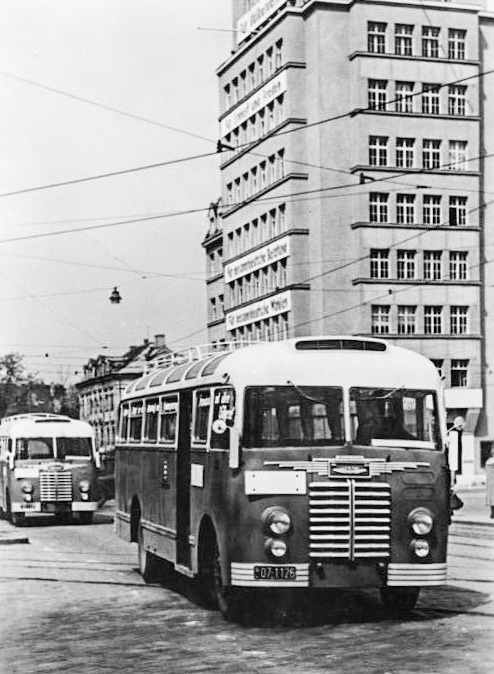
Ikarus 30-as Drezdában (1952)

Az Ikarus 30 az Ikarus gyár első, ezen a márkanéven értékesített, önhordó karosszériás autóbusz típusa volt.

## Előzmények
1951-et megelőzően a mátyásföldi autóbuszgyár, amely már 1949-től Ikarus néven működött, három készre szerelt autóbusz gyártásával foglalkozott: a Tr 5, a Tr 3,5 és az M 5 típusokkal. Azonban ezek a járművek a termelésnek mindössze az egyharmadát tették ki, mivel a gyár főprofilja a karosszériák és különleges járművek gyártásában merült ki.
Az új járművek fejlesztése körül sok vita volt, amelyek mind szakmai, mind politikai síkon folytak. A pártvezetés alvázas, orrmotoros járműveket (ún. trambuszokat) akart látni az utakon. Továbbá, míg a szakma nagy része ugyan egyetértett az önhordó megoldás szükségességében, a motor elhelyezése felől már nem volt konszenzus. Ráadásul további nehézséget jelentett, hogy a Csepel Művek nem volt képes ekkor még sorozatban gyártani a szükséges motort.
Egy ponton az önhordó–alvázas vita olyan agresszívvá vált, hogy egy Budán bekövetkezett balesetet, ahol egy Tr 3,5-ös busz utasai haltak meg, az önhordó karosszéria számlájára íratott a felsőbb vezetés, annak ellenére, hogy a baleset fékhibából adódóan következett be.
Végül kompromisszumos megoldás született: az Ikarus gyárthatott önhordó karosszériás buszokat, de szigorúan csak orrban elhelyezett motorral és csak kisebb méretben. A nagyobb méretű buszoknál a pártvezetés ragaszkodott az alvázas kialakításhoz, ami az Ikarus 60-as képében vált valósággá. Ennek lett az Ikarus 30-as típus az eredménye, mely a jelentős mértékben a Tr 3,5-ös típuson alapult, annak kiváltására volt hivatott.

## Története
Az Ikarus 30-asok első példánya 1951. február 24-én hagyta el a mátyásföldi gyár kapuját. Ezzel pedig szimbolikusan egy új korszaka kezdődött meg a magyar iparnak. Az autóbusz tervezéséért Schmiedt Kázmér és csapata felelt. A Tr 3,5-höz képest jelentősen megnőtt a jármű befogadóképessége, távolsági kivitelben 30+1 ülőhellyel lehetett felszerelni.
A távolsági kivitel mellett városi verzió is készült a járműből, annak ellenére, hogy sokan már a tervezőasztalnál aggályukat fejezték ki, arra hivatkozva, hogy egész egyszerűen túl kicsi a jármű városi forgalomra. Azonban minden tiltakozás ellenére készült városi sorozat is a típusból, amely 19+1 ülő és 20 álló utas szállítására volt alkalmas.
Mivel a beltér nagyon szűkössé vált a kialakításnak köszönhetően, a tervezők ellensúlyozni próbálták az utasok esetleges nyomott érzését. Ezért jelentek meg a tető szélén található ívelt ablakok, amelyek több fényt és így magasabb komfortot voltak hivatottak érzékeltetni. Ugyan jó szándék vezérelte a mérnököket, de a megoldás kontraproduktívvá vált. A nyári kánikulákban a komfortérzet helyett az üvegházhatás dominált, amely csakhamar egy gúnynevet generált a járműnek: nejlonbusz.
A homlokfalon, a szélvédők fölött a viszonylatjelző táblák helyét alakították ki, amik fölött helyezkedett el a mechanikusan irányított szellőző. Ez azonban nem működött elég hatékonyan, szintén hozzájárulva a gúnynév elterjedéséhez.
A busztípus bemutató darabjai több nemzetközi kiállítást megjártak, köztük az 1951-es Genfi Autószalont is. A jármű nagy nemzetközi sikernek és elismerésnek örvendett, amely hozzájárult ahhoz, hogy a legyártott egységek száma már 1952-ben meghaladta az addigi összes legyártott kész busz számát. 
A típus első példányaiból már június 5-én megjelent 16 példány a FAÜ állományában, és annak ellenére, hogy nem bizonyult kielégítőnek a budapesti viszonylatokon, 1956-ig bezárólag mintegy 192 darab állt forgalomba.
A 7 éves gyártási periódus alatt összesen 3175 darab készült, amelyeknek mindössze az egyharmada került hazai forgalomba. A legnagyobb felvevőpiacai:
- NDK (662 db)
- Kína (640 db)
- Csehszlovákia (500 db)

A típus egyes példányai még a kilencvenes évek végén is közlekedtek Kínában. Ugyancsak Kína részére az Ikarus legyártott egy pár darab egyedi belső elrendezésű járművet is, ezeket Ikarus 301 típusnévvel ellátva.
Azon Ikarus 30-asok, amelyek 1960-ban még a FAÜ állományában voltak, átalakításra kerültek. A motor és egyéb műszaki egységek elbontása után az Ikarus 60-asok mögé fogták őket pótkocsinak. Ebben az üzemmegoldásban még évekig közlekedtek, amíg meg nem jelentek a FAÜ-csuklós autóbuszok.